# 納諾夫鄉
44°00′N 25°18′E / 44.000°N 25.300°E
納諾夫鄉（羅馬尼亞語：Comuna Nanov, Teleorman），是羅馬尼亞的鄉份，位於該國南部，由特列奧爾曼縣負責管轄，處於布加勒斯特西南面80公里，每年平均降雨量955毫米，海拔高度50米，2007年人口3,608。